# H.V. Fiedler
Harald Valdemar Fiedler (født 13. juni 1808 i København, død 29. maj 1887 i Sterrede ved Skælskør) var en dansk fiskerikyndig

## Liv og gerning
Han blev student fra Sorø Akademi i 1826 og cand.jur. i 1832. Hans levende interesse for fiskerierne førte til, at han 1838 købte øen Sevedø som arvefæste under Borreby Gods, flyttede dertil og i en lang årrække drev et omfattende fiskeri derfra. På flere måder tog han virksom del i det offentlige Liv, var medlem af Sorø Amtsråd og blev 1848 valgt til stænderdeputeret. I 1853 blev han ansat ved vejvæsenet i Sønderjylland og 1856 som birkedommer i Holsteinborg Birk.

### Fiskerikyndig
I 1867 blev han regeringens konsulent i fiskerisager og forblev i denne stilling til sin død. I forening med Arthur Feddersen stiftede han i 1865 Tidsskrift for Fiskeri, der fra 1874 fortsattes som Nordisk Tidsskrift for Fiskeri med to svenske medredaktører; det efterfulgtes af Nordisk Aarsskrift for Fiskeri, som Fiedler først udgav alene (årgang 1883), senere (2.-4. årgang) sammen med svenskeren Axel Ljungman (1884-86). 1873 blev Fiedler formand i en kommission, der skulle udarbejde forslag til en fiskerilov, og hvis arbejde dannede grundlaget for Fiskeriloven af 1888.
1876 blev han Ridder af Dannebrog.
Han er begravet i Holsteinborg.

## Forfatterskab
Fiedler skrev tillige en række artikler om fiskeri:
- "Beretning om en Reise til Island, Forsommeren 1840" (i Tidsskrift for Fiskeri, 1ste Aargang, Kjøbenhavn 1866; s. 1-25)
- "Havkalsfiskeriet" (i Tidsskrift for Fiskeri, 1ste Aargang, Kjøbenhavn 1866; s. 26-32)
- "En Retssag" (i Tidsskrift for Fiskeri, 1ste Aargang, Kjøbenhavn 1866; s. 78-90)
- "Om et Fiskeredskab, Dukke kaldet" (i Tidsskrift for Fiskeri, 2den Aargang, Kjøbenhavn 1868; s. 72-73)